# Manfred Scheer
Manfred Scheer (* 26. Juni 1955 in Jüterbog) ist ein deutscher Chemiker und Hochschullehrer an der Universität Regensburg. Scheer ist außerdem Träger der Ehrendoktorwürde der Universität Petersburg.

## Akademischer Werdegang
Sein Diplomstudium der Chemie absolvierte Manfred Scheer von 1975 bis 1980 an der Universität Halle (Saale). Anschließend promovierte er im Jahr 1983 bei A. Tzschach und K. Jurkschat zum Thema Zur Synthese, Struktur und Reaktivität von intramolekular basenstabilisierten Zinn(II)-Verbindungen. Nach einem Zwischenstopp als Postdoktorand am Institut für Anorganische Chemie der Russischen Akademie der Wissenschaften in Nowosibirsk bei V. E. Federov folgte in den Jahren 1985 bis 1986 ein Aufenthalt als Gastwissenschaftler am Max-Planck-Institut für Kohlenforschung in Mülheim an der Ruhr bei Günther Wilke, der durch ein DAAD-Stipendium gefördert wurde. Forschungsschwerpunkt war dort der Einsatz von Phosphorliganden in der Katalyse. Im Jahr 1992 habilitierte sich Scheer schließlich an der Universität Halle-Wittenberg zum Thema Auf- und Abbau von P4-Struktureinheiten.
Schließlich folgte ein Aufenthalt als Gastprofessor am Department of Chemistry der Indiana University Bloomington bei M. H. Chisholm, gefördert durch ein Feodor-Lynen-Stipendium der Alexander von Humboldt-Stiftung. Im Jahr 1993 erhielt Scheer ein Heisenberg-Stipendiat der Deutschen Forschungsgemeinschaft am Institut für Anorganische Chemie der Universität Karlsruhe (TH), bis er 1996 seinen Ruf als C3-Professor an das Institut für Anorganische Chemie der Universität Karlsruhe (TH) erhielt. Seit 2004 ist Scheer C4-Professor für Anorganische Chemie der Universität Regensburg.

## Funktionen und Ehrungen
Scheer ist unter anderem Mitglied im Editorial Advisory Board von „Phosphorus, Sulfur and Silicon and the Related Elements“, des International Advisory Board of IRIS (International Symposium on Inorganic Ring Systems), Associate Editor von Chemical Communications, Mitglied des Editorial Advisory Boards von Inorganic Chemistry Frontiers (RSC-CCS Journal), Mitglied der Auswahlkommission für den Adolf-Stock-Gedächtnispreis und den Wilhelm-Klemm-Preis der GDCh und Mitglied des Editorial Advisory Boards von Zeitschrift für Anorganische und Allgemeine Chemie. Seit 2019 ist er außerdem gewähltes Vorstandsmitglied der Fachgruppe Phosphorchemie der GDCh (Stellv. Vorsitzender).
Des Weiteren ist er Träger der Ehrendoktorwürde der Universität St. Petersburg, Neil Bartlett Memorial Lecturer der University of California, Berkeley sowie Ordentliches Mitglied der Deutschen Akademie der Naturforscher Leopoldina – Nationalen Akademie der Wissenschaften. Im Jahr 2017 erhielt er den Internationalen Arbuzov-Preis auf dem Gebiet der Organophosphor-Chemie, verliehen durch den Präsidenten der Republik Tatarstan, Russland. Außerdem ist er seit 2016 Ordentliches Mitglied der Bayerischen Akademie der Wissenschaften. 2021 wurde er für seine Forschungen zur Hauptgruppen- und Metallorganischen Chemie mit der Alexander Todd – Hans Krebs Lectureship der Royal Society of Chemistry ausgezeichnet.

## Forschung
Der Schwerpunkt der Forschung Manfred Scheers ist die Koordinations- und Supramolekulare Chemie substituentenfreier Polypentelylkomplexe. Laut Website der Universität gliedert sich dieser Forschungsbereich wiederum in zwei Teilbereiche auf:

„Die Arbeitsgruppe ist auf dem Gebiet der Molekülchemie tätig mit Ausrichtung auf eine materialwissenschaftliche Nutzung der synthetisierten Verbindungen. Das Forschungsinteresse richtet sich auf die Synthese und die Untersuchung des Reaktionsverhaltens substituentenfreier Hauptgruppenelement-Ligandkomplexe, mit Schwerpunkt auf den Elementen der 15. Gruppe.
Umsetzungen von En-Ligandkomplexen mit „nackten“ kationischen Koordinationsverbindungen. In der Regel werden polykationische Verbindungen erhalten, die eine hohe Löslichkeit zeigen. In Lösung deoligomerisieren diese unter Ausbildung von Monomer-Oligomer-Gleichgewichten. Durch Zugabe von organischen Linkern werden neue metallorganisch-organische Hybridmaterialien zugänglich. Außerdem Reaktionen von En-Ligandkomplexen mit Koordinationsverbindungen, die über einen permanent koordinierenden terminalen Liganden verfügen. Neben neutralen 1D- bzw. 2D-Koordinationspolymeren können als Folge templatgesteuerter Reaktionen sehr selektiv sphärische nanodimensionierte Cluster mit Fulleren-artiger Topologie in Form von Bällen und Nanokapseln erhalten werden. Diese zeigen eine ungewöhnliche Wirt-Gast-Chemie.“

Dabei kooperiert der Forschungsbereich Scheers mit zahlreichen Kooperationspartnern.

## Publikationen (Auswahl)
- mit Martin Piesch, Fabian Dielmann, Stephan Reichl: A General Pathway to Heterobimetallic Triple-Decker Complexes. In: Chemistry. A European Journal. 24, 2020, S. 1518–1524.
- mit Amélie Nicolay, Micah S. Ziegler, David W. Small, Rebecca Grünbauer, T. Don Tilley: Isomerism and Dynamic Behavior of Bridging Phosphaalkynes Bound to a Dicopper Complex. In: Chemical Science. 11, 2020, S. 1607–1616.
- mit Ravi Yadav, Thomas Simler, Stephan Reichl, Bhupendra Goswami, Christoph Schoo, Ralf Köppe, Peter Werner Roesky: Highly Selective Substitution and Insertion Reactions of Silylenes in a Polyphosphide. In: Journal of the American Chemical Society. 142, 2020, S. 1190–1195.
- mit Michael A. K. Weinhart, Anna S. Lisovenko, Alexey Y. Timoshkin: Phosphanylalanes and -gallanes stabilized only by a Lewis Base. In: Angewandte Chemie. 131, 2019, S. 5586–5590, und Angewandte Chemie. International Edition. 58, 2019, S. 5541–5545.